# Niaz Ahmed Jhakkar
Niaz Ahmed Jhakkar é um político paquistanês que é membro da Assembleia Nacional do Paquistão desde agosto de 2018.

## Carreira política
Ele foi eleito para a Assembleia Nacional do Paquistão pelo círculo NA-188 (Layyah-II) como candidato do Movimento Paquistanês pela Justiça nas eleições gerais de 2018 no Paquistão.